# Bistum Middelburg
Das in den heutigen Niederlanden gelegene ehemalige Bistum Middelburg wurde 1561 aus Gebieten des jetzigen Erzbistums Utrecht, dem es auch als Suffragan unterstand, geschaffen. Die historische Basis war die 1123 als Kanoniker-Stift gegründete Prämonstratenser-Abtei von Middelburg. Ihre Äbte waren infuliert, besaßen also gegenüber anderen Äbten eine herausgehobene Stellung. Das kleine Bistum lag weitgehend in der Grafschaft Seeland und ging wie die Prämonstratenser-Abtei in Folge der Reformation und des Spanisch-Niederländischen Krieges unter, als Wilhelm von Oranien Seeland eroberte.
Das Kasteel van Westhoven war die Residenz des einzigen Bischofs von Middelburg, Nicolaas de Castro, seine Bischofskirche war die Nordmünsterkirche St. Pieter.
Im Februar 2018 wurde das ehemalige Bistum durch den Heiligen Stuhl als Titularsitz wiedererrichtet. Eine erste Vergabe dieses Titularbistums erfolgte bisher nicht.